# Colección de Arte del Banco de la República

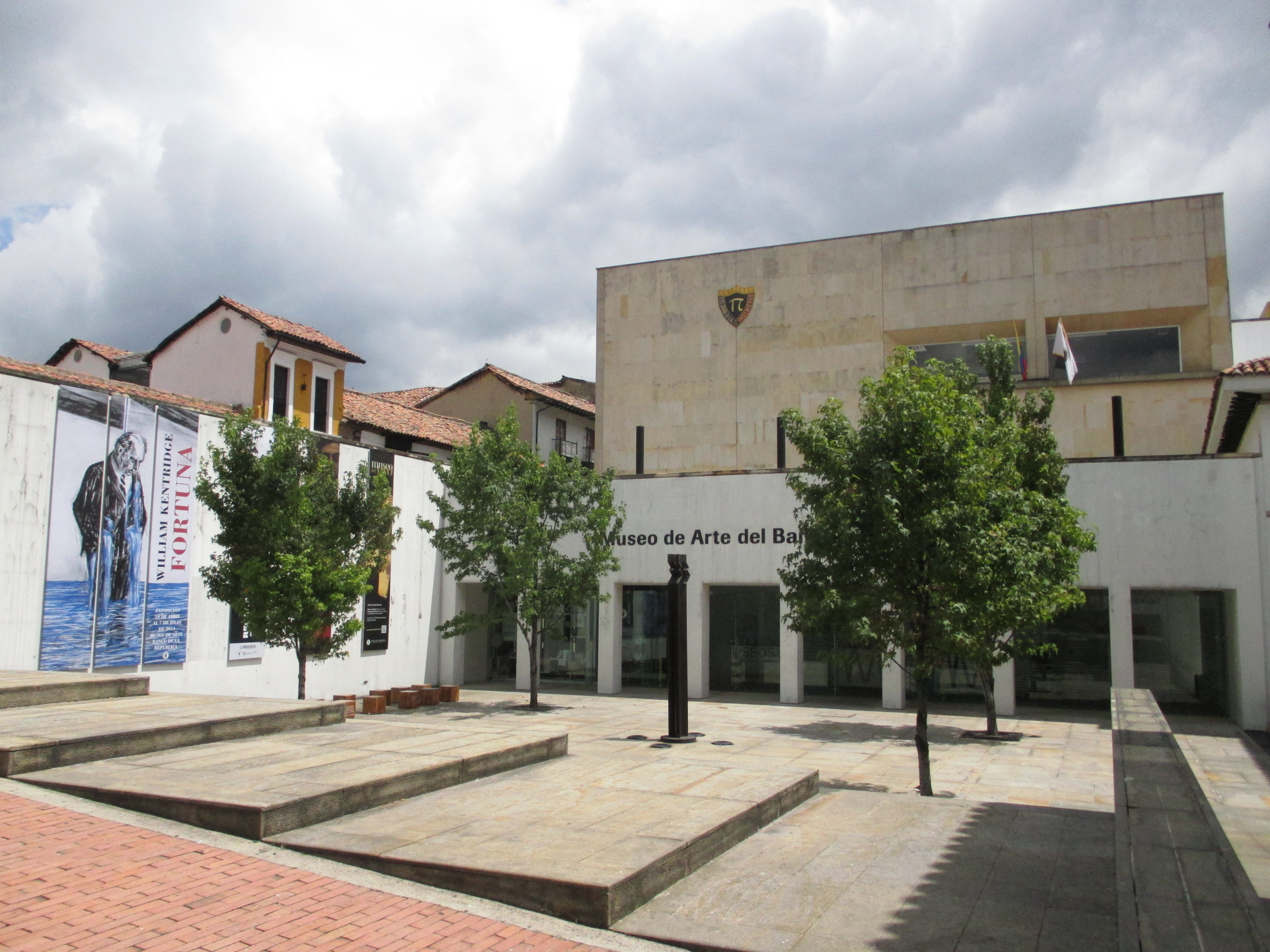
Entrada del museo.

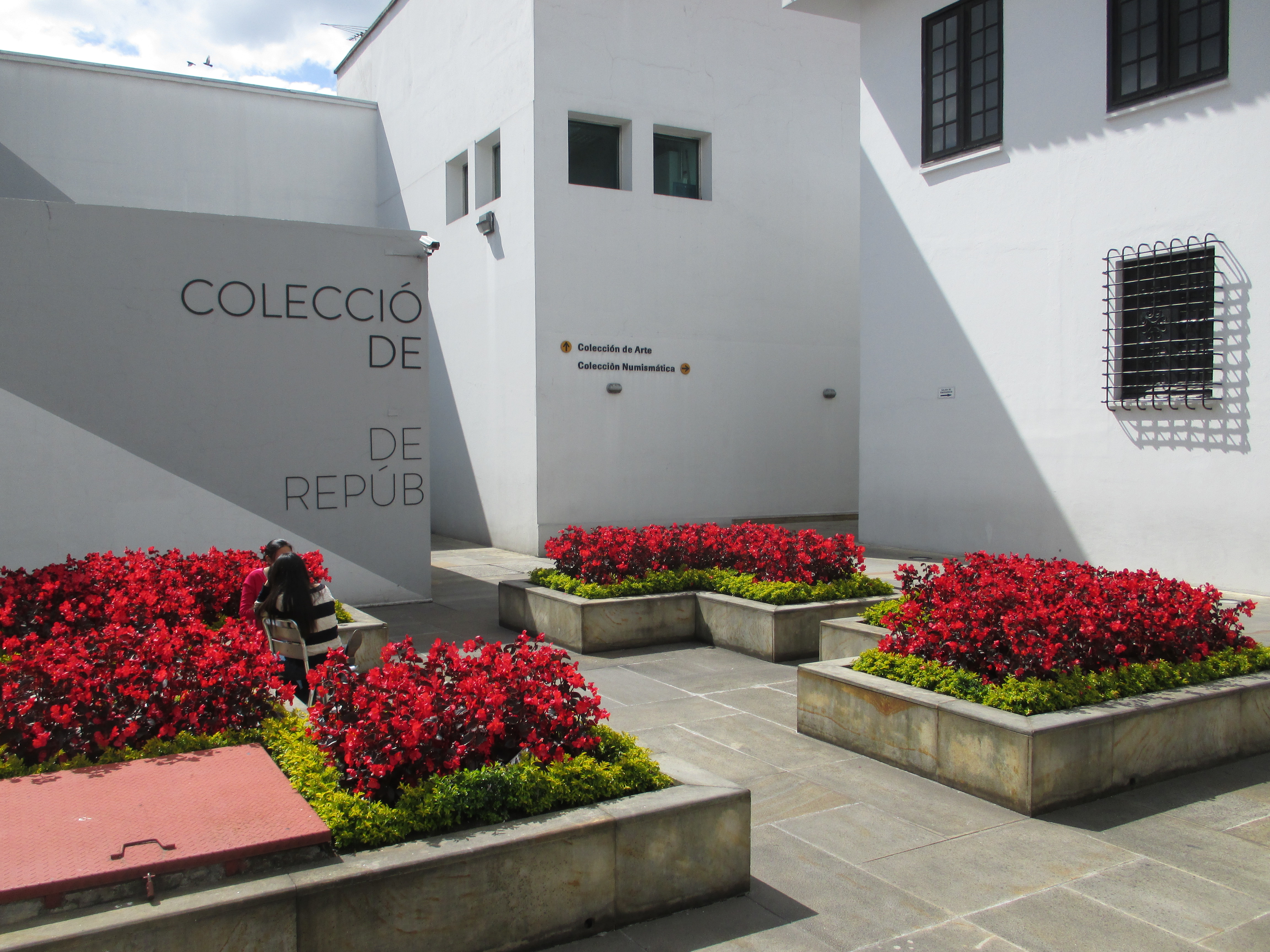
Patio de la Colección.

La Colección de Arte del Banco de la República es un museo de artes plásticas que hace parte del complejo cultural de la Biblioteca Luis Ángel Arango en el centro histórico de Bogotá (Colombia). Este pertenece al Banco de la República, el banco central del país.
Aunque la colección comenzó en 1957 con la donación realizada por la V Reunión de Bancos Centrales del Continente Americano, que incluía una "Mandolina" (1957) de Fernando Botero y obras de Eduardo Ramírez Villamizar, entre otras, la colección solo fue abierta al público en 1996.
En 2007 contaba con cerca de 4500 obras, de las cuales se exhiben habitualmente unas 450. En el año 2020 poseía más de 5.000.

## Arte colombiano
El grueso de la colección está conformado por obras de arte colombiano, desde el período colonial hasta nuestros días. Junto con el Museo Nacional de Colombia, este conjunto constituye la exhibición más completa de historia del arte colombiano disponible en el país.
Del período colonial se incluyen obras de Gregorio Vásquez de Arce y Ceballos,  Baltasar de Figueroa y Gaspar de Figueroa, así como dos custodias de oro y pedrería conocidas como 'La Lechuga', por el verde de sus 1485 esmeraldas, y 'La Clarisa'. Una sala especial presenta 12 pinturas de monjas muertas (Ca. 1809) atribuidas a Victorino García Romero.
Del siglo XIX solo se encuentra en exhibición una selección de paisajes al óleo, con obras del barón Jean-Baptiste-Louis Gros, Jesús María Zamora, Pedro José de Figueroa, Luis de Llanos y Ricardo Borrero Álvarez, entre otros. La colección de dibujos y grabados de este mismo período, que incluye series completas de François Désiré Roulin, Henry Price, Edward Walhouse Mark, Ramón Torres Méndez y Alberto Urdaneta, se halla guardada en los depósitos y es presentada al público solo a través de exposiciones temporales, esto último, debido a las necesidades de conservación de las obras sobre papel.
La pintura del primer cuarto del siglo XX está representada, entre otros, por Francisco Antonio Cano, Ricardo Acevedo Bernal y Eugenio Zerda. La primera modernidad está representada con las salas dedicadas a Andrés de Santa María,  Fídolo Alfonso González Camargo y Roberto Páramo.
Una sala especial dedicada a los maestros del siglo XX exhibe obras de Fernando Botero, Alejandro Obregón, Enrique Grau, Eduardo Ramírez Villamizar, Juan Antonio Roda, Feliza Bursztyn y Édgar Negret. Una sala está dedicada al legado de Luis Caballero y otra, a artistas de los años sesenta y setenta como Beatriz González, Santiago Cárdenas, Norman Mejía y Hugo Zapata, entre otros.
El espacio para el arte contemporáneo incluye obras de Doris Salcedo, María Fernanda Cardoso, José Antonio Suárez, Óscar Muñoz, Miguel Ángel Rojas, Delcy Morelos y José Alejandro Restrepo, entre otros.

## Arte latinoamericano
Aunque las obras de arte latinoamericano pertenecen a la Colección de Arte del Banco de la República, una selección de estas piezas es exhibida en el edificio conocido como Museo de Arte del Banco de la República, inaugurado en 2004 y ubicado en la misma manzana, con comunicación interna con la exposición de arte colombiano.
En el mencionado edificio, diseñado por el arquitecto Enrique Triana Uribe, se presenta una selección de aproximadamente 120 artistas. Dentro de las obras más tempranas se encuentran dos óleos del uruguayo Pedro Figari, un óleo del venezolano Armando Reverón y otro del uruguayo Rafael Barradas.
Las primeras vanguardias latinoamericanas están representadas con óleos de los cubanos Wifredo Lam, René Portocarrero y Amelia Peláez; de los surrealistas Roberto Matta y Alejandro Xul Solar. Un óleo del mexicano David Alfaro Siqueiros comparte el espacio con obras de la uruguaya Escuela del Sur: un óleo de Joaquín Torres García, dos piezas de Julio Alpuy y otra de Francisco Matto.
En las demás salas, se encuentran obras de los mexicanos Rufino Tamayo, José Luis Cuevas, Francisco Toledo, Graciela Itúrbide; los cinetistas venezolanos Alejandro Otero, Jesús Rafael Soto, Carlos Cruz Díez y Víctor Valera; el brasileño Vik Muniz; el ecuatoriano Oswaldo Guayasamín; los argentinos Julio Le Parc, Gyula Kosice y Rogelio Polesello; el peruano Fernando de Szyszlo; entre otros.

## Arte universal
En el mismo edificio del Museo de Arte Miguel Urrutia se encuentra la colección de arte universal. Esta incluye una muestra de artistas europeos y norteamericanos desde los siglos XV al XX, entre los que se destacan: Pieter Brueghel el Joven, Jan Brueghel el Joven, Wassily Kandinsky, Giovanni Battista Tiepolo, Paul Klee, Gustave Courbet, Eugène Delacroix, François Boucher, Paul Gauguin y Chuck Close, entre otros.
Perteneciente también a la Colección de Arte del Banco de la República y ubicado en la misma manzana, se encuentra el Museo Botero, que, además de 123 piezas del propio Fernando Botero, incluye 87 piezas de artistas internacionales. Dentro de estas últimas, se destacan: cinco obras de Pablo Picasso (2 óleos, 2 dibujos y un grabado), dos óleos de Georges Braque, un óleo y dos dibujos de Fernand Léger, dos óleos de Pierre Auguste Renoir, 1 pastel y una escultura de Edgar Degas, además de óleos de Henri de Toulouse-Lautrec, Claude Monet, Camille Pissarro, Joan Miró, Pierre Bonnard, Marc Chagall, Alberto Giacometti, Max Beckmann, Francis Bacon, Willem de Kooning, Robert Rauschenberg, Antoni Tàpies, Rufino Tamayo y Joaquín Torres-García, entre otros. Dibujos de Gustav Klimt, Georg Grosz, Balthus, y esculturas de Degas, Dalí, Maillol, Calder, Moore y Anthony Caro, entre otros.